# John Smith Flett
John Smith Flett, KBE (Kirkwall, Ilhas Orkney, Escócia, 26 de junho de 1869 — Essex, Inglaterra, 26 de janeiro de 1947) foi um geólogo escocês. Foi um especialista sobre rochas britânicas.
Foi eleito Fellow of the Royal Society em 1913, e laureado com a medalha Bigsby de 1909 e com a medalha Wollaston de 1935, ambas pela Sociedade Geológica de Londres.

## Obras
- "James Geikie: the man and the geologist" (1917)
- "The first hundred years of the Geological Survey of Great Britain, 1835-1935" (1937)